# Esperanza Spalding
Esperanza Emily Spalding, född 18 oktober 1984 i Portland i Oregon, är en amerikansk multi-instrumentalist, mest känd som jazzbasist och sångare. Hon har gett ut fyra album i eget namn.
I februari 2011 tilldelades Esperanza en Grammy i klassen "Best New Artist" – den första jazzartist någonsin som tilldelats denna utmärkelse.

## Diskografi

### I eget namn
- 2006 – Junjo
- 2008 – Esperanza
- 2010 – Chamber Music Society
- 2012 – Radio Music Society
- 2016 – Emily's D+Evolution
- 2017 – Exposure
- 2018 – 12 Little Spells